# Bernardino Rizzi
Bernardino Rizzi   (Cres, 27 de maig de 1891 - Rivoltella del Garda, 23 de gener de 1968) fou un compositor, director d'orquestra i professor de música italià, frare franciscà (OFM).

## Biografia
Cap al 1908, va passar un temps a Polònia, estudiant teologia i biologia a la Universitat Jagellònica. Després de tornar a Itàlia, va començar a estudiar música al Conservatori Cesare Pollini de Pàdua i a l'"Instituto Pontificio di Musica Sacra" de Roma. El 1914 va ser ordenat sacerdot i el 1916 va obtenir un doctorat en teologia. El 1919 va defensar la seva llicència en cant gregorià. A partir del 1921, va ensenyar composició al Conservatori Cesare Pollini de Pàdua. Va exercir com a organista, entre d'altres, a la Basílica dels Sants XII Apòstols de Roma.
A partir del 1922 va tornar a Cracòvia, on va impartir classes al Conservatori de la Societat Musical (1922–1924), a l'Institut de Música (1922–1929) i a l'Escola de Música Władysław Żeleński (1929–1932), i també va donar classes particulars de música. Entre els seus alumnes hi havia Jan Ekier i Ludwik Stefański. El 1923 va fundar i dirigir el Cor Cecilià, amb el qual va oferir concerts a moltes ciutats poloneses. Per a les seves necessitats va escriure nombroses cançons amb textos en polonès.
Havent tornat a Itàlia el 1932, va ser organista en esglésies franciscanes durant els anys següents. El 1940, va esdevenir director de cor a la Basílica de Santa Maria Gloriosa dei Frari a Florència. Va oferir concerts a ciutats italianes i, després de la Segona Guerra Mundial, també va viatjar a Polònia, Àustria, Hongria, Romania i Suïssa.
Va compondre misses, oratoris i obres simfòniques. Va promoure els principis de la tècnica del "pancordisme". Va ser coautor de moltes col·leccions musicals i antologies.

## Composicions seleccionades
(basat en materials d'origen)
- Cinque canzoni madrigalesche a 4 i 5 veus (1924)
- Il Falciatori per a cor, baríton solista, piano i flauta (1927)
- Impresja rainowa per a mezzosoprano solista, cor i orquestra (1934)
- Il Cantico delle Creature per a sol, cor i orgue (1942)
- Melodie Sacre, Antologia vocal de 87 peces (1950)
- Tríptic d'orgue Il Trittico della Trinità (1952)
- Missa "Virgo Potens" a 5 veus en la tècnica del pancordisme[3] (1952)
- Responsori della Settimana Santa per a 3–6 veus (1953)